# Койман, Хендрик Ян
Хендрик Ян Койман (нидерл. Hendrik Jan Kooijman; род. 17 января 1960, Велзен, Северная Голландия) — нидерландский хоккеист на траве, защитник. Бронзовый призёр летних Олимпийских игр 1988 года, участник летних Олимпийских игр 1992 года, чемпион мира 1990 года, чемпион Европы 1987 года.

## Биография
Мауриц Крюк родился 17 января 1960 года в нидерландском городе Велзен.
Играл в хоккей на траве за «Блумендал».
16 октября 1982 года дебютировал в сборной Нидерландов в товарищеском матче против сборной ФРГ (2:2).
В 1982 году выиграл золотую медаль Трофея чемпионов в Амстелвене.
В 1987 году завоевал золотую медаль чемпионата Европы в Москве.
В 1988 году вошёл в состав сборной Нидерландов по хоккею на траве на летних Олимпийских играх в Сеуле и завоевал бронзовую медаль. Играл на позиции защитника, провёл 7 матчей, забил 1 мяч в ворота сборной Испании.
В 1990 году завоевал золотую медаль чемпионата мира в Лахоре.
В 1992 году вошёл в состав сборной Нидерландов по хоккею на траве на летних Олимпийских играх в Атланте, занявшей 4-е место. Играл на позиции защитника, провёл 3 матча, мячей не забивал.
После Олимпиады завершил международную карьеру.
В 1982—1992 годах провёл за сборную Нидерландов 154 матча, забил 7 мячей.